# Francisco García Carranza
Francisco García Carranza (Guanajuato, Guanajuato, 28 de noviembre de 1894 - Ciudad de México, 24 de julio de 1969) fue un político, educador y periodista mexicano, que como miembro del Partido Revolucionario Institucional (PRI) —y sus antecesores el Partido Nacional Revolucionario y el Partido de la Revolución Mexicana— ocupó cargos políticos en su estado natal de Guanajuato y en el de Chihuahua. Fue cuatro veces diputado federal y en una, senador.

## Biografía
Originario de la ciudad de Guanajuato, capital del estado del mismo nombre, donde realizó sus estudios de primaria y secundaria, tras los que se trasladó a la Ciudad de México donde estudió en la Escuela Nacional Preparatoria y donde, entre 1914 y 1916 estudió dos años de la carrera de Derecho en la entonces Universidad Nacional. En 1916 se unió a la fuerza del general Jesús Agustín Castro, combatiendo en la Revolución Mexicana, retirándose del servicio de las armas en 1919. De forma posterior, fijó su residencia en la ciudad de Chihuahua, donde ejerció como profesor en el Instituto Científico y Literario del estado y del que incluso llegó a ser rector.

### Carrera política en Chihuahua
Entonces inició una actividad política en el estado de Chihuahua que lo llevó a ser elegido por primera ocasión diputado federal por el Distrito 2 de Chihuahua a la XXXI Legislatura de 1924 a 1926. Después ejerció como periodista, siendo director de los periódicos «El Diario» y «La Voz de Chihuahua» y fue presidente de la Junta de Conciliación y Arbitraje.
En 1937 por segunda ocasión fue elegido diputado federal, esta vez por el Distrito 3 de Chihuahua a la XXXVII Legislatura que culminó en 1940. Ejercía ese cargo cuando el 12 de marzo de 1938 se encontraba de visita en Ciudad Juárez acompañando al senador Ángel Posada, y este fue asesinado por el general Rodrigo M. Quevedo, exgobernador del estado y enemigo político de Posada.

### Carrera política en Guanajuato
Tras los hechos que llevaron a la muerte de Posada, cambió su residencia a Guanajuato, donde al terminar la diputación federal, fue diputado al Congreso del Estado de Guanajuato de 1940 a 1942 y luego presidente municipal de Silao de 1942 a 1943. Dejó este cargo para ser nuevamente diputado federal, esta vez por el Distrito 6 de Guanajuato a la XXXIX Legislatura de dicho año al de 1946. Y luego, por cuarta ocasión fue diputado federal, ahora por el Distrito 4 de Guanajuato, a la XLI Legislatura de 1949 a 1952, en la que fue integrante de las comisiones 2.ª Instructora y Gran Jurado; 3.ª de Trabajo; y, 2.ª de Medios Generales de Comunicación. 
Al terminar la diputación, fue a su vez elegido Senador por Guanajuato en segunda fórmula para el periodo de 1952 a 1958, y que corresponde a las Legislaturas XLII y XLIII. En el Senado, fue presidente de la comisión de Ferrocarriles; secretario de las comisiones de 1.ª de Hacienda; de Trabajo; y, del Departamento del Distrito Federal.
En el estado de Guanajuato, fue también director del periódico «Orientación».